# Olga San Juan
 (mars 2019).
Si vous disposez d'ouvrages ou d'articles de référence ou si vous connaissez des sites web de qualité traitant du thème abordé ici, merci de compléter l'article en donnant les références utiles à sa vérifiabilité et en les liant à la section « Notes et références ».
Olga San Juan (née le 16 mars 1927 à Brooklyn (État de New York) et morte le 3 janvier 2009 à Burbank, Californie) est une danseuse et actrice américaine.

## Filmographie partielle
- 1944 : Lona la sauvageonne (Rainhow Island) de Ralph Murphy
- 1945 : Un cœur aux enchères (Out of This World) d'Hal Walker
- 1945 : Duffy's Tavern d'Hal Walker
- 1946 : La Mélodie du bonheur (Blue Skies) de Stuart Heisler
- 1947 : Hollywood en folie (Variety Girl) de George Marshall
- 1948 : Faisons les fous (Are You with It?) de Jack Hively
- 1948 : Un caprice de Vénus (One Touch of Venus) de William A. Seiter
- 1948 : La Comtesse de Monte-Cristo (en) (The Countess of Monte Cristo) de Frederick De Cordova
- 1949 : Mam'zelle mitraillette (The Beautiful Blonde from Bashful Bend) de Preston Sturges
- 1954 : La Comtesse aux pieds nus (The Barefoot Contessa) de Joseph L. Mankiewicz (non créditée)
- 1960 : Allô... l'assassin vous parle (The 3rd Voice) d'Hubert Cornfield